# Parque olímpico de Montreal

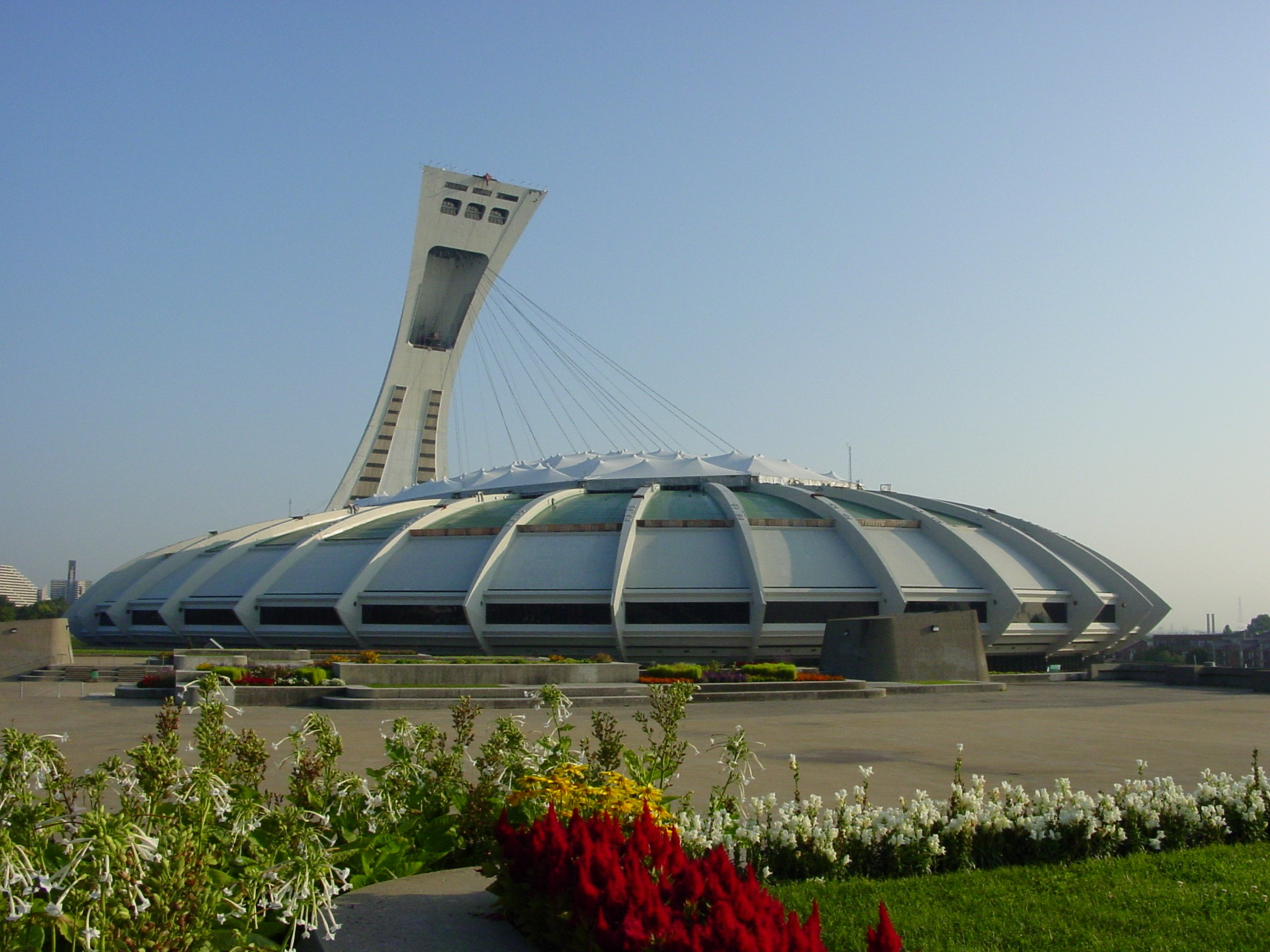
Estadio Olímpico

El Parque olímpico de Montreal está situado al este de la ciudad de Montreal y tiene en su centro el Estadio Olímpico de Montreal. Comprende el Biodôme, un museo moderno y laboratorio de ecología, el Insectarium y el Jardín Botánico, que es el segundo jardín botánico en importancia del mundo después del de Kew, en Inglaterra.
Se sitúa en el distrito de Rosemont–La Petite-Patrie.